# Rydułtowy
Rydułtowy es una ciudad al sur de Polonia que forma parte del condado de Wodzisław Śląski en la provincia de Silesia. Es una ciudad minera cercana a la mina de carbón de Rydułtowy-Anna.
Rydułtowy es mencionada en documentos por primera vez en 1228. Rudolphi Willa era el nombre de la villa en el Principado de Racibórz como aparece en el libro del arzobispo Wrocław del siglo XIII.
Desde 1975 hasta 1991 Rydułtowy fue parte de ciudad Wodzisław Śląski.